# Демократска унија за интеграцију
Демократска унија за интеграцију (мкд. Демократска унија за интеграција, ДУИ; алб. Bashkimi Demokratik për Integrim, BDI) је највећа политичка странка етничких Албанаца у Северној Македонији. Основана је одмах након оружаног сукоба 2001. између албанске Ослободилачке националне армије (ОНА) и македонских снага безбедности. Вођа странке од њеног оснивања је Али Ахмети.

## Историја
Демократска унија за интеграцију основана је 5. маја 2002. у Тетову, три месеца пред одржавање парламентарних избора, од дела припадника Ослободилачке националне армије која је 2001. започела оружани сукоб у Македонији. ДУИ је на тим изборима освојила 12,2% гласова (око 55% гласова албанског бирачког тела) и истакла се као највећа странка етничких Албанаца у Македонији. ДУИ је након избора ушла у коалицију са Социјалдемократским савезом Македоније и Либерално-демократском партијом. Након победе ВМРО-ДПМНЕ на изборима 2006, ДУИ је ушла у коалицију с победничком странком. Након избора 2008. и 2011, ДУИ је остала најјача албанска странка у Македонији.

## Контроверзе
Након што су темељи цркве из 13. века пронађени ископавањем које је финансирала држава у оквиру комплекса Скопско кале, Канцеларија за заштиту културног наслеђа покренула је пројекат њене рестаурације у облику црквеног музеја. ДУИ је почетком 2011. затражила од Владе да заустави градњу. Две седмице касније, нешто мање од стотину присталица ДУИ окупило се на око места градње 11. фебруара 2011, а међу њима три висока министра Албанца, док су поједине присталице ДУИ оштетиле део скеле.

## Резултати на изборима
| Година | Гласови | %    | Мандати  | Промена | Бр. | Статус    |
| ------ | ------- | ---- | -------- | ------- | --- | --------- |
| 2002.  | 144,913 | 12,1 | 16 / 120 | 16      | 3.  | влада     |
| 2006.  | 114.301 | 12,2 | 13 / 120 | 3       | 3.  | опозиција |
| 2008.  | 126.522 | 12,8 | 18 / 120 | 5       | 3.  | влада     |
| 2011.  | 115.092 | 10,2 | 15 / 123 | 3       | 3.  | влада     |
| 2014.  | 153.646 | 14,2 | 19 / 123 | 4       | 3.  | влада     |
| 2016.  | 86.796  | 7,5  | 10 / 120 | 9       | 3.  | влада     |
| 2020.  | 104.699 | 11,5 | 15 / 120 | 5       | 3.  | влада     |
| 2024.  | 137.690 | 14,1 | 10 / 120 | 5       | 3.  | опозиција |